# 忠清北道 (日本統治時代)

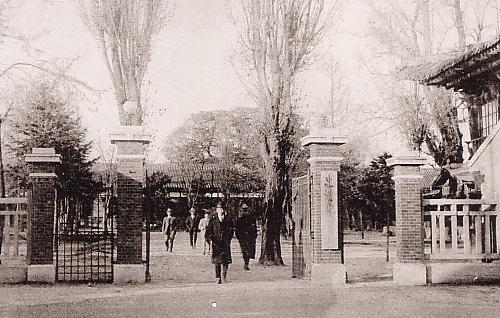
旧忠清北道庁舍

忠清北道（ちゅうせいほくどう、チュンチョンブクド）は、日本統治時代の朝鮮の行政区画の一つ。現在の大韓民国の忠清北道と世宗特別自治市の一部を合わせた地域にあたる。道庁所在地は清州。

## 概要
朝鮮半島南西部、忠清道地方の東部にあたる内陸の道。北西に京畿道、北東に江原道、東に慶尚北道、南に全羅北道、西に忠清南道と接する。

## 人口
昭和11年現住戸口調査より
- 総人口　907,055人
  - 内訳
    - 内地人　8,598人
    - 朝鮮人　897,736人
    - その他　721人

## 行政区分
昭和20年（1945年）当時

### 郡
- 清州郡
  - 清州邑、四州面、琅城面、米院面、加徳面、南一面、南二面、文義面、賢都面、芙蓉面、江西面、江内面、江外面、玉山面、栢倉面、北二面、北一面
- 報恩郡
  - 報恩面、俗離面、馬老面、炭釜面、三升面、水汗面、懐南面、懐北面、内北面、山外面
- 沃川郡
  - 沃川面、東二面、安南面、安内面、青城面、青山面、伊院面、郡西面、郡東面
- 永同郡
  - 永同邑、龍山面、黄澗面、黄金面、梅谷面、上村面、楊江面、龍化面、鶴山面、陽山面、深川面
- 鎮川郡
  - 鎮川面、徳山面、草坪面、文白面、栢谷面、梨月面、万升面
- 槐山郡
  - 槐山面、甘勿面、長延面、上芼面、延豊面、七星面、文光面、青川面、清安面、曽坪面、道安面、沙梨面、沼寿面、仏頂面
- 陰城郡
  - 陰城面、蘇伊面、遠南面、孟洞面、大所面、三成面、金旺面、笙極面、甘谷面
- 忠州郡
  - 忠州邑、沙味面、利柳面、周徳面、薪尼面、老隠面、仰城面、可金面、金加面、東良面、山尺面、厳政面、蘇台面
- 堤川郡
  - 堤川邑、錦城面、清風面、水山面、徳山面、寒水面、白雲面、鳳陽面、松鶴面
- 丹陽郡
  - 丹陽面、大崗面、佳谷面、永春面、魚上川面、梅浦面、赤城面

## 歴代忠清北道知事（道長官を含む）
1919年8月以前は「忠清北道長官」。
| 氏名                            | 在任期間                       | 備考                           |
| ------------------------------- | ------------------------------ | ------------------------------ |
| 鈴木隆（すずき たかし）         | 1910年10月1日 - 1916年3月28日  | 忠清北道長官                   |
| 柳赫魯（ユ・ヒョクロ）          | 1916年3月28日 - 1917年6月13日  |                                |
| 張憲植（チャン・ホンシク）      | 1917年6月13日 - 1921年2月12日  | 1919年8月より忠清北道知事      |
| 米田甚太郎（よねだ じんたろう） | 1921年2月12日 - 1923年2月24日  |                                |
| 朴重陽（パク・ジュンヤン）      | 1923年2月24日 - 1925年3月31日  |                                |
| 金潤晶（キム・ユンジョン）      | 1925年3月31日 - 1926年8月14日  |                                |
| 韓圭復（ハン・ギュボク）        | 1926年8月14日 - 1929年11月28日 |                                |
| 洪承均（ホン・スンギュン）      | 1929年11月28日 - 1931年9月23日 |                                |
| 南宮営（ナムグン・ヨン）        | 1931年9月23日 - 1935年4月1日   |                                |
| 金東勲（キム・ドンフン）        | 1935年4月1日 - 1939年4月26日   |                                |
| 兪万兼（ユ・マンギョム）        | 1939年4月26日 - 1940年9月2日   |                                |
| 伊藤泰彬（いとう やすあきら）   | 1940年9月2日 - 1942年10月23日  | 尹泰彬（ユン・テビン）で改名   |
| 平松昌根（ひらまつ しょうこん） | 1942年10月23日 - 1944年8月17日 | 李昌根（イ・チャングン）で改名 |
| 増永弘（ますなが ひろし）       | 1944年8月17日 - 1945年6月16日  | 朴在弘（パク・ジェホン）で改名 |
| 鄭僑源（チョン・ギョウォン）    | 1945年6月16日 -                | 日本統治下最後の知事           |

## 法院（裁判所）
昭和16年（1941年）当時
- 大田地方法院清州支庁
- 大田地方法院忠州支庁

## 警察
昭和2年（1927年）当時
- 忠清北道警察部
  - 清州警察署
  - 報恩警察署
  - 沃川警察署
  - 永同警察署
  - 鎮川警察署
  - 槐山警察署
  - 陰城警察署
  - 忠州警察署
  - 堤川警察署
  - 丹陽警察署

### 憲兵警察制度下における憲兵部隊
大正4年（1915年）当時
- 清州憲兵隊
  - 清州憲兵分隊
  - 沃川憲兵分隊
  - 鎮川憲兵分隊
  - 忠州憲兵分隊

## 税務
昭和16年（1941年）当時

### 税務署
- 清州税務署

## 専売局
昭和16年（1941年）当時
- 京城地方専売局清州出張所

## 気象
昭和17年（1942年）当時
- 秋風嶺測候所

## 鉄道
昭和20年（1945年）の路線

### 総督府鉄道
- 京慶線
- 京釜線

### 私鉄
- 朝鮮鉄道忠北線

## 道路
昭和2年（1927年）当時

### 一等道路
- 京城釜山線
- 天安大邱線
- 金化忠州線
- 忠州江陵線

### 二等道路
- 忠州盈徳線
- 公州忠州線
- 永同全州線

## 鉱山
- 得水鉱山（鉛）
- 山野月明鉱山

## 神社
- 清州神社
- 忠州神社
- 報恩神社
- 永同神社

## 企業
道内に本社を有する資本金50万円以上の企業である（昭和15年・1940年当時）

### 農林水産業
- 満州殖産

### 製造業
- 高見酒造
- 清州酒造

### 運輸業
- 忠北自動車

### 卸売小売業
- 南鮮商事

## マスメディア

### ラジオ放送局
昭和20年（1945年）8月当時
- 朝鮮放送協会清州放送局（呼出符号：JBQK）

## 出身有名人
この時代に生まれ育つか、または活躍した者を掲載
- 趙明煕（小説家）